# Landkreis Bühl
Der Landkreis Bühl war ein Landkreis in Baden-Württemberg, der im Zuge der Kreisreform am 1. Januar 1973 aufgelöst wurde.

## Geografie

### Lage
Der Landkreis Bühl lag im Westen Baden-Württembergs.
Geografisch hatte der Landkreis Bühl überwiegend Anteil an der Oberrheinischen Tiefebene und am Schwarzwald. Die Kreisstadt lag etwa in der Mitte des Landkreises.

### Nachbarkreise
Seine Nachbarkreise waren 1972 im Uhrzeigersinn beginnend im Norden Rastatt, die kreisfreie Stadt Baden-Baden sowie die Landkreise Freudenstadt, Offenburg und Kehl. Im Westen bildete der Rhein für einige Kilometer die natürliche Grenze zu Frankreich.

## Geschichte

### Bezirksamt Bühl
In der Markgrafschaft Baden bestand im 19. Jahrhundert ein Amt Bühl. Im von 1803 bis 1806 bestehenden Kurfürstentum Baden gehörte das Amt Bühl zum Oberamt Yberg. Nachdem aus dem Kurfürstentum Baden 1806 das Großherzogtum Baden geworden war, gehörte das Amt Bühl zur Provinz des Mittelrheins. Durch das Organisationsrescript vom 26. November 1809 wurde das Amt Bühl dem neuen Murgkreis zugeordnet und um den größten Teil des aufgelösten Amtes Schwarzach vergrößert. Nach der Aufhebung des Murgkreises im Jahre 1819 gehörte das Amt Bühl zum Kinzigkreis. Im selben Jahr wurde das Stabsamt Steinbach und der Ort Leiberstung in das Amt Bühl eingegliedert. Das Amt Bühl gehörte ab 1832 zum Mittelrheinkreis und seit 1864 zum Kreis Baden im Landeskommissärbezirk Karlsruhe.
Am 1. Januar 1891 wechselte die Gemeinde Stollhofen aus dem Bezirksamt Rastatt zum Bezirksamt Bühl und am 1. April 1924 wurde das Bezirksamt Bühl um die Gemeinden des aufgelösten Bezirksamts Achern sowie die Gemeinde Sinzheim des Bezirksamts Baden vergrößert. Am 1. Oktober wechselten die Gemeinden Renchen und Wagshurst vom Bezirksamt Bühl zum Bezirksamt Kehl.

### Landkreis Bühl
Seit dem 1. Januar 1939 hieß das Bezirksamt Bühl Landkreis Bühl. 
Nach der Bildung des Landes Baden-Württemberg 1952 gehörte der Landkreis Bühl zum Regierungsbezirk Südbaden. Durch die Gemeindereform ab 1970 veränderte sich das Kreisgebiet in drei Fällen.
Am 1. Juli 1972 wurden die Stadt Steinbach sowie die Gemeinden Neuweier und Varnhalt dem Stadtkreis Baden-Baden zugeordnet. Mit Wirkung vom 1. Januar 1973 wurde der Landkreis Bühl schließlich aufgelöst. Der nördliche Teil und mit ihm die Kreisstadt Bühl wurde dem vergrößerten Landkreis Rastatt, der südliche Teil dem neu gebildeten Ortenaukreis zugeordnet. Rechtsnachfolger des Landkreises Bühl wurde der Landkreis Rastatt.
Der Schützenkreis Bühl trug bis zu seinem Zusammenschluss mit dem Schützenkreis Rastatt im Jahre 2014 das Wappen des Landkreises und lag in den Grenzen von vor 1972.

### Einwohnerentwicklung
| Datum              | Einwohner | Quelle |
| ------------------ | --------- | ------ |
| 1814               | 14.035    | [ 13 ] |
| 1834               | 25.297    | [ 14 ] |
| 1852               | 27.575    | [ 15 ] |
| 1871               | 27.722    | [ 16 ] |
| 1890               | 29.977    | [ 17 ] |
| 1910               | 33.579    | [ 18 ] |
|                    |           |        |
| 1925               | 68.777    | [ 19 ] |
| 17. Mai 1939       | 68.402    | [ 20 ] |
| 13. September 1950 | 72.532    | [ 20 ] |
| 6. Juni 1961       | 79.859    | [ 20 ] |
| 27. Mai 1970       | 91.926    | [ 20 ] |

Das Bezirksamt Bühl wurde 1924 deutlich vergrößert.

## Politik

### Landrat
Die Oberamtmänner bzw. Landräte des Bezirksamts bzw. Landkreises Bühl 1806–1972:
- 1806–1816: Karl von Beust
- 1820–1826: Johann Nepomuk Berolla
- 1826–1848: Franz Josef Haefelin
- 1848–1849: Josef von Reichlin-Meldegg
- 1849–1855: Johann Baptist Bätzinger
- 1855–1871: Georg Fidel Stigler
- 1871–1874: Leopold Otto
- 1874–1882: August Winther
- 1882–1886: Otto Frey
- 1886–1890: Richard Teubner
- 1890–1896: Hermann von Rotteck
- 1897–1902: Julius Becker
- 1902–1905: Heinrich von Reck
- 1905–1913: Karl Meyer
- 1913–1920: Max Zöller
- 1920–1926: Volker Pfaff
- 1926–1933: Karl Billmaier
- 1933–1938: Paul Baer
- 1939–1945: Albert Engler
- 1946–1951: Edwin Grüninger
- 1951–1971: Erwin Trippel
- 1971–1972: Josef Großmann[21]

### Wappen
Das Wappen des Landkreises Bühl zeigte im schräglinks von Gold und Rot geteilten Schild oben an einem waagrechten grünen Ast mit grünem Blatt hängend zwei blaue Zwetschgen, unten an goldener Rebe eine goldene Traube mit goldenem Blatt. Das Wappen wurde dem Landkreis Bühl am 3. Mai 1960 durch das Innenministerium Baden-Württemberg verliehen.
Der "Bühler Zwetschgen" und der Weinbau haben im Kreisgebiet eine alte Tradition. Die Schildfarben Rot-Gelb entsprechen den badischen Landesfarben.

## Verkehr
Durch das Kreisgebiet führten von Nord nach Süd die Bundesautobahn 5 sowie die Bundesstraße 3.

## Gemeinden
Zum Landkreis Bühl gehörten ab 1938 zunächst 39 Gemeinden, davon 3 Städte.
Am 7. März 1968 stellte der Landtag von Baden-Württemberg die Weichen für eine Gemeindereform. Mit dem Gesetz zur Stärkung der Verwaltungskraft kleinerer Gemeinden war es möglich, dass sich kleinere Gemeinden freiwillig zu größeren Gemeinden vereinigen konnten. Den Anfang im Landkreis Bühl machten am 1. Januar 1971 die Gemeinde Oberachern, die sich mit der Stadt Achern, und die Gemeinden Neusatz und Oberweier, die sich mit der Stadt Bühl vereinigten. In der Folgezeit reduzierte sich die Zahl der Gemeinden stetig, bis der Landkreis Bühl schließlich am 1. Januar 1973 aufgelöst wurde.
Die größte Gemeinde des Landkreises war die Kreisstadt Bühl. Die kleinste  war Oberweier.
In der Tabelle stehen die Gemeinden des Landkreises Bühl vor der Gemeindereform. Die Einwohnerangaben beziehen sich auf die Volkszählungsergebnisse in den Jahren 1961 und 1970.
| frühere Gemeinde          | heutige Gemeinde          | heutiger Land- oder Stadtkreis | Einwohner am 6. Juni 1961 | Einwohner am 27. Mai 1970 |
| ------------------------- | ------------------------- | ------------------------------ | ------------------------- | ------------------------- |
| Achern, Stadt             | Achern                    | Ortenaukreis                   | 6.141                     | 7.596                     |
| Altschweier               | Bühl                      | Rastatt                        | 1.633                     | 1.795                     |
| Balzhofen                 | Bühl                      | Rastatt                        | 383                       | 408                       |
| Bühl, Stadt               | Bühl                      | Rastatt                        | 9.140                     | 10.013                    |
| Bühlertal                 | Bühlertal                 | Rastatt                        | 7.647                     | 8.421                     |
| Eisental                  | Bühl                      | Rastatt                        | 1.682                     | 1.974                     |
| Fautenbach                | Achern                    | Ortenaukreis                   | 1.557                     | 1.799                     |
| Furschenbach              | Ottenhöfen im Schwarzwald | Ortenaukreis                   | 460                       | 441                       |
| Gamshurst                 | Achern                    | Ortenaukreis                   | 1.100                     | 1.186                     |
| Greffern                  | Rheinmünster              | Rastatt                        | 984                       | 1.147                     |
| Großweier                 | Achern                    | Ortenaukreis                   | 800                       | 1.071                     |
| Kappelrodeck              | Kappelrodeck              | Ortenaukreis                   | 3.646                     | 4.216                     |
| Lauf                      | Lauf                      | Ortenaukreis                   | 3.278                     | 3.601                     |
| Leiberstung               | Sinzheim                  | Rastatt                        | 453                       | 498                       |
| Moos                      | Bühl                      | Rastatt                        | 537                       | 600                       |
| Mösbach                   | Achern                    | Ortenaukreis                   | 1.102                     | 1.242                     |
| Neusatz                   | Bühl                      | Rastatt                        | 2.074                     | 2.362                     |
| Neuweier                  | Baden-Baden               | Baden-Baden                    | 1.805                     | 2.121                     |
| Oberachern                | Achern                    | Ortenaukreis                   | 2.972                     | 3.300                     |
| Oberbruch                 | Bühl                      | Rastatt                        | 316                       | 367                       |
| Obersasbach               | Sasbach                   | Ortenaukreis                   | 1.326                     | 1.591                     |
| Oberweier                 | Bühl                      | Rastatt                        | 234                       | 289                       |
| Önsbach                   | Achern                    | Ortenaukreis                   | 1.528                     | 1.742                     |
| Ottenhöfen im Schwarzwald | Ottenhöfen im Schwarzwald | Ortenaukreis                   | 2.694                     | 2.929                     |
| Ottersweier               | Ottersweier               | Rastatt                        | 3.431                     | 4.041                     |
| Sasbach                   | Sasbach                   | Ortenaukreis                   | 2.589                     | 3.058                     |
| Sasbachried               | Achern                    | Ortenaukreis                   | 424                       | 541                       |
| Sasbachwalden             | Sasbachwalden             | Ortenaukreis                   | 1.587                     | 1.856                     |
| Schwarzach                | Rheinmünster              | Rastatt                        | 1.432                     | 1.533                     |
| Seebach                   | Seebach                   | Ortenaukreis                   | 1.418                     | 1.514                     |
| Sinzheim                  | Sinzheim                  | Rastatt                        | 5.448                     | 7.295                     |
| Steinbach, Stadt          | Baden-Baden               | Baden-Baden                    | 2.857                     | 3.273                     |
| Stollhofen                | Rheinmünster              | Rastatt                        | 1.053                     | 1.079                     |
| Ulm                       | Lichtenau                 | Rastatt                        | 651                       | 716                       |
| Unzhurst                  | Ottersweier               | Rastatt                        | 1.340                     | 1.348                     |
| Varnhalt                  | Baden-Baden               | Baden-Baden                    | 1.230                     | 1.730                     |
| Vimbuch                   | Bühl                      | Rastatt                        | 746                       | 1.279                     |
| Waldulm                   | Kappelrodeck              | Ortenaukreis                   | 1.254                     | 1.352                     |
| Weitenung                 | Bühl                      | Rastatt                        | 907                       | 1.100                     |

## Kfz-Kennzeichen
Am 1. Juli 1956 wurde dem Landkreis bei der Einführung der bis heute gültigen Kfz-Kennzeichen das Unterscheidungszeichen BH zugewiesen. Es wurde bis zum 31. Dezember 1972 ausgegeben. Seit dem 9. Dezember 2013 ist es aufgrund der Kennzeichenliberalisierung im Landkreis Rastatt sowie seit dem 30. März 2015 im Ortenaukreis erhältlich.